# 3355
3355（三千三百五十五、さんぜんさんびゃくごじゅうご）は自然数、また整数において、3354の次で3356の前の数である。

## 性質
- 合成数であり、約数は 1, 5, 11, 55, 61, 305, 671, 3355である。
  - 約数の和は4464。
- 539番目の楔数である。1つ前は3346、次は3358。
- 各位の和が16になる243番目の数である。1つ前は3346、次は3364。

## その他 3355 に関連すること
- 石坂まさを作詞・作曲の『日本全国わが町音頭』は、全編あわせて3355番[1]。
- 「三三五五」は、三人、五人というような小人数が、それぞれ行動するさまをいう四字熟語。